# Crenulaspidiotus portoricensis
Crenulaspidiotus portoricensis är en insektsart som först beskrevs av Karl Hermann Leonhard Lindinger 1910.  Crenulaspidiotus portoricensis ingår i släktet Crenulaspidiotus och familjen pansarsköldlöss. Inga underarter finns listade i Catalogue of Life.